# 安克拉姆
安克拉姆（德語：Anklam，發音：[ˈaŋklam] ⓘ）是德国梅克伦堡-前波美拉尼亚州前波美拉尼亚-格赖夫斯瓦尔德县的城市，曾是东前波美拉尼亚县的县治，面积56.68平方千米，2023年12月31日人口为12,363人。

## 友好城市
- 瑞典 布尔勒夫
- 拉脫維亞 林巴日
- 德国 海德
- 波蘭 乌斯特卡